# 김경희의 FM모닝쇼
김경희의 FM모닝쇼는 부산MBC FM4U에서 매일 오전 7시부터 오전 9시까지 방송했던 라디오 프로그램이다. 2010년 10월 31일 자로 22년만에 폐지되었다.

## 같이 보기
- 부산문화방송

| 부산MBC FM4U                  |                     |                       |
| 이전                          | 김경희의 FM모닝쇼   | 다음                  |
| 세상을 여는 아침 최현정입니다 | 김경희의 FM모닝쇼   | 오늘아침 이문세입니다 |
| 오전 6시 ~ 오전 7시           | 오전 7시 ~ 오전 9시 | 오전 9시 ~ 오전 11시  |
| 전국방송                      | 부산 전지역 방송    | 전국방송              |